# Fernando Navas
Fernando Rodolfo Navas (Merlo, Provincia de Buenos Aires, Argentina; 29 de enero de 1977) es un exfutbolista argentino. Jugaba como mediocampista por izquierda y su primer equipo fue Quilmes. Su último club antes de retirarse fue Alianza de Cutral-Có.

## Trayectoria
Fernando Navas hizo las inferiores en Quilmes y tuvo su debut con la camiseta del Cervecero en 1996, cuando el equipo militaba en la Primera B Nacional. Duró sólo una temporada, ya que a mediados del 1997 fue transferido a Boca Juniors.
Sin lugar a dudas, su época dorada en el Xeneize la vivió de la mano de Carlos Bianchi, ya que obtuvo el Apertura 1998, el Clausura 1999 y la Copa Libertadores del 2000.
Su buen presente lo catapultó al fútbol europeo, más precisamente a la Liga griega, donde defendió los colores del AEK Atenas primero, y del Aris Salónica después. A principios de 2003, decide retornar a Argentina para sumarse a Unión de Santa Fe, donde solo jugó seis meses.
Tras un año y medio sin club, en enero de 2005 se incorpora a Chacarita Juniors. En el segundo semestre del año, vuelve al fútbol griego para sumarse al Panionios y a principios de 2006 regresa a Sudamérica para incorporarse al Aurora de Bolivia.
A partir de aquí, comienza su camino por clubes del ascenso del fútbol argentino, alternando también con algunos períodos de inactividad: Comunicaciones, San Isidro de la Liga Marplatense, Racing de Olavarría, Botafogo de Rauch, Sportivo Patria de Formosa, Deportivo Maipú de Mendoza y Alianza de Cutral-Có, club donde decidió colgar los botines y retirarse definitivamente del fútbol.

## Clubes
| Club                        | País      | Año       |
| --------------------------- | --------- | --------- |
| Quilmes                     | Argentina | 1996-1997 |
| Boca Juniors                | Argentina | 1997-2000 |
| AEK Atenas                  | Grecia    | 2000-2001 |
| Aris Salónica               | Grecia    | 2002      |
| Unión de Santa Fe           | Argentina | 2003      |
| Chacarita Juniors           | Argentina | 2005      |
| Panionios                   | Grecia    | 2005      |
| Aurora                      | Bolivia   | 2006      |
| Comunicaciones              | Argentina | 2007-2008 |
| San Isidro de Mar del Plata | Argentina | 2009      |
| Racing de Olavarría         | Argentina | 2009-2010 |
| Botafogo de Rauch           | Argentina | 2011      |
| Sportivo Patria de Formosa  | Argentina | 2012      |
| Deportivo Maipú de Mendoza  | Argentina | 2013      |
| Alianza de Cutral-Có        | Argentina | 2013      |

## Palmarés

### Campeonatos nacionales
| Título           | Club         | País      | Año    |
| ---------------- | ------------ | --------- | ------ |
| Primera División | Boca Juniors | Argentina | A-1998 |
| Primera División | Boca Juniors | Argentina | C-1999 |

### Copas internacionales
| Título            | Club         | País      | Año  |
| ----------------- | ------------ | --------- | ---- |
| Copa Libertadores | Boca Juniors | Argentina | 2000 |